# Oh My Gawd!!!
Oh My Gawd!!! (también conocido como Oh My Gawd!!!...The Flaming Lips) es el segundo álbum de estudio de la banda estadounidense de rock The Flaming Lips, lanzado a través de Restless Records en 1987. 

## Lista de canciones
| N.º | Título                                                       | Duración |  |
| 1.  | «Everything's Explodin'»                                     | 4:44     |  |
| 2.  | «One Million Billionth of a Millisecond on a Sunday Morning» | 9:21     |  |
| 3.  | «Maximum Dream for Evil Knievel»                             | 2:50     |  |
| 4.  | «Can't Exist»                                                | 2:48     |  |
| 5.  | «Ode to C.C. (Part I)»                                       | 0:46     |  |
| 6.  | «The Ceiling Is Bendin'»                                     | 3:45     |  |
| 7.  | «Prescription: Love»                                         | 6:10     |  |
| 8.  | «Thanks to You»                                              | 3:56     |  |
| 9.  | «Can't Stop the Spring»                                      | 4:11     |  |
| 10. | «Ode to C.C. (Part II)»                                      | 1:50     |  |
| 11. | «Love Yer Brain»                                             | 7:43     |  |

## Personal
- Wayne Coyne - guitarra, voz
- Michael Ivins - bajo
- Richard English - batería, piano, voz